# Nörd-Stentjärnen
Nörd-Stentjärnen är en sjö i Skellefteå kommun i Västerbotten och ingår i Skellefteälvens huvudavrinningsområde.